# Форсайт, Уильям (ботаник)
Уи́льям Форса́йт (англ. William Forsyth, 1737—1804) — шотландский садовод и ботаник, один из основателей Королевского садоводческого общества.

## Биография
Родился в Шотландии, в городе Олдмелдрум графства Абердиншир. В 1763 году переехал в Лондон, где получил должность садовника в ботаническом саду Челси, руководителем которого в тот период был известный ботаник Филип Миллер (1691—1771). Работа Форсайта была связана в значительной степени с выращиванием древесных растений. Большой интерес и одобрение вызвало предложенное Форсайтом новшество: он стал использовать специальный гипсовый состав (plaister) для покрытия заболевшей или погибшей древесины.
В 1771 году Форсайт сменил Миллера на должности главного садовника сада Челси. В 1779 году был назначен на должность главного садовника королевских садов в Сент-Джеймсском и Кенсингтонском дворцах.
Член Лондонского Линнеевского общества и Лондонского общества антикваров.

## Память
В 1804 году ботаник Мартин Валь назвал в честь Уильяма Форсайта род красивоцветущих кустарников из семейства Маслиновые Forsythia (Форсайтия, или Форзиция).

## Публикации
- William Forsyth. Observations on the Diseases, Defects, and Injuries of Fruit and Forest Trees. — London, 1791. (англ.)
- William Forsyth. Treatise on the Culture and Management of Fruit Trees. — London, 1802. (англ.) Эта книга неоднократно переиздавалась, в 1824 году вышло её седьмое издание.

Кроме того, Форсайт подготовил заметку о сборе яблок и груш для сборника Georgical Essays, издававшегося Александром Хантером в 1770—1772 годах.